# Haageocereus pacalaensis
Haageocereus pacalaensis ist eine Pflanzenart in der Gattung Haageocereus aus der Familie der Kakteengewächse (Cactaceae). Das Artepitheton pacalaensis verweist auf das Vorkommen der Art beim peruanischen Ort Pacala.

## Beschreibung
Haageocereus pacalaensis wächst strauchig mit mehreren von der Basis aus verzweigten, aufrechten, gelblich grünen Trieben, die Durchmesser von 10 bis 12 Zentimeter erreichen. Es sind 17 bis 20 Rippen vorhanden. Die zwei bis vier kräftigen Mitteldornen sind grau und 1 bis 7 Zentimeter lang. Die bis zu 25 feinen, ausstrahlenden, grauen Randdornen weisen eine Länge von bis zu 1 Zentimeter auf.
Die weißen Blüten erreichen eine Länge von bis zu 10 Zentimeter. Die kugelförmigen, rötlich grünen Früchte weisen einen Durchmesser von bis zu 8 Zentimeter auf.

## Verbreitung, Systematik und Gefährdung
Haageocereus pacalaensis ist in Peru in der La Libertad in Höhenlagen von 50 bis 250 Metern verbreitet. Die Art wächst in zwei isolierten Vorkommen, eines nördlich und eines südlich von Trujillo.
Die Erstbeschreibung erfolgte 1936 durch Curt Backeberg. Ein nomenklatorisches Synonym ist Binghamia pacalaensis (Backeb.) Werderm. (1937, unkorrekter Name ICBN-Artikel 11.4).
In der Roten Liste gefährdeter Arten der IUCN wird die Art als „Critically Endangered (CR)“, d. h. als vom Aussterben bedroht geführt.

## Nachweise